# Албанска мафија
Албанска мафија или албански организовани криминал (алб. Mafia Shqiptare) су општи термини који се користе за криминалне организације са сједиштем у Албанији или састављене од етничких Албанаца. Албански организовани криминал је активан у Европи, Сјеверној Америци, Јужној Америци и разним другим дијеловима света, укључујући Блиски исток и Азију. Албанска мафија учествује у различитим криминалним подухватима, укључујући трговину дрогом, оружјем, људима и људским органима. Албански криминал карактеришу разноврсни злочиначки планови који, по својој сложености, показују један од највећих криминалних капацитета у свијету. Само у Албанији постоји преко 15 мафијашких породица које контролишу организовани криминал. Према извештајима Викиликса, албанска мафија имала је монопол над разним међународним везама на исток до Израела, и запад до Јужне Америке. Ови извештаји првенствено указују на јаку везу између политичара и различитих албанских мафијашких породица. Према истраживачком институту за европске и америчке студије (РИЕАС), албанске мафијашке групе су хибридне организације (различити сектори друштва), често укључене у криминалне и политичке активности.
Албанска мафија, у цјелини, представља један од највиших елемената који проузрокује злочин на свијету, комбинујући "традиционалне" карактеристике - очигледно се манифестује у крутој унутрашњој дисциплини, у кланској структури, вјенчања се обављају унутар клана и тиме се повећава непропусност, поузданост и ендогена чврстоћа - са модерним и иновативним елементима, као што су транснационалност, комерцијални импринтинг и криминолошка култура услуга. Огромна логистика готово по скоро читавом свијету и синкретичка природа албанског криминала олакшала је њено оснивање изван матичне земље и њену интеграцију са локалним криминалом, искориштавајући прилике које су својствене читавој мрежи земљака.
У Сједињеним Државама, појам "албанска мафија" може укључивати или се посебно односити на различите албанско-америчке организоване криминалне групе, као што су Организација Рудај или Албански дјечаци, оба са сједиштем у Њујорку. Албанско-америчке криминалне групе варирају у опсегу својих веза са албанским мафијашким групама у Албанији или Европи, у распону од лабаво повезаних или углавном независних од албанских мафија у Европи до суштински америчких проширења европских албанских мафијашких група.

## Структура и састав

### Хијерархија клана
Типична структура албанске мафије је хијерархијска. Породични клан се назива "фис" или "карта". Породице имају извршни одбор познат као "Бајрак" и бирају високорангираног члана за сваку јединицу. Јединицу води "Крие" или "Шеф" који одабире "Криетаре" или "подшефове" да служе испод њих. Затим ће Криетар изабрати "Мик" или "Пријатеља" који дјелује као веза са члановима и одговоран је за координацију активности јединица.

### Чланство
Дубоко се ослања на лојалност, част и породицу - крвни односи и брак су веома важни - већина албанских мрежа изгледа да је "старомодна". Породице или кланови албанске мафије обично се састоје од група које имају хиљаде чланова широм света, чинећи проширену породицу, која живи дуж цијеле балканске руте од источне Турске до западне Европе и Северне Америке.
Према Иоанису Михалетосу, породичну структуру карактерише снажна унутрашња дисциплина, која се постиже кажњавањем за свако одступање од унутрашњих правила. Казна осигурава страх, а страх гарантује безусловну оданост породици. Одредбе унутар структуре породице дозвољавају да се званични закони сматрају секундарним, неважним и необавезујућим. Пошто се мафијашке породице заснивају на крвним везама, број чланова клана је ограничен, а везе између њих су веома јаке. Као резултат тога, инфилтрација у мафију је готово немогућа. Припадници других етничких група могу бити прихваћени само за обављање једнократних или секундарних послова. Породице албанске мафије организоване су у 4-6 или више нивоа; таква структура им омогућава да очувају способност организационог деловања чак и у случају да су неки од његових чланова или група заробљени.

### Кланови по регионима у Албанији
Албанска мафија има кланове широм света. У Албанији постоје кланови који раде у одређеним мјестима или градовима. Свака регија је под контролом одређене мафијашке породице која надгледа међународне операције. У Скадру је клан Џакја снажан и има дугу историју криминалних чланова породице. Друге истакнуте албанске мафијашке породице које дјелују у и око Албаније укључују; криминалну породицу Брегус или "Брегу", води је Армир Брегу, који се налази у Великој Британији, и породица Османи  и "Банда Јушинес", чији је шеф "Алдо Баре" ухапшен и налази се у притвору. Клан Алуши влада на подручју Курцаја у Албанији. Шеф Алуши клана је Нрека Никпрелај, надимак Младен. Његов клан има и много криминалних веза у Молунату.

## Ритуали и кодекси понашања

### Беса
Албанска мафија користи термин беса, што значи "повјерење", као име за њихов "кодекс части". Током процеса регрутације, члан који је уведен у албанску мафију мора положити заклетву. Заклетва се тада сматра светом јер је дефинисана као Беса. Беса је изузетно важна у албанској култури и сматра се вербалним уговором поверења. Нарочито у северној Албанији, када неко некоме да своју Бесу, дали су некоме свој живот и штитиће некога својим животом.

## Међународна активност
Према подацима америчког Стејт департмента, Албанија је главно упориште организованог криминала широм света и главне тачке трговине дрогом, оружја, имиграната и кривотворене робе. Поред тога, „национални“ картели разликују се по непостојању вертикалне хијерархије и под контролом су породичних група. Четири велика клана контролишу 20 породица које такође управљају трговином људима, проституцијом, уценама, пљачкама аутомобила и прањем новца", пише Спутник.
Турске и италијанске мафијашке организације су главни партнери албанске мафије у трговини дрогом. Албанска мафија, према Спутнику, одржавају везе са званичницима, полицијом, царином, обавештајним службама, па чак и војском у својим земљама.

### Кина
Албанска мафија је проширила своје активности на Кину. Након што су кинеске власти откриле активност албанске мафије, укључујући трговину дрогом и мреже проституције. У извештајима се наводи да је мафија укључена у транспорт дроге у различите кинеске градове. Даље, након шверца дроге, они су укључени у кријумчарење кинеских држављана у Европу.

### Израел
Израелска влада је потврдила своју забринутост да је албанска мафија проширила своје пипке у банкарски систем земље. Израелска обавештајна агенција позвала је на блиску сарадњу између Израела и Албаније у борби против прања новца. Генерални директор министарства правде др. Роткоф Гај, рекао је "ово је важан корак у међународној сарадњи између наших земаља у борби против прања новца употребом силе закона и за продубљивање односа између Израела и других земаља." 

### Аустралија
Дуготрајна истрага Нуз Корпа Аустралија показала је да је албанска мафијашка група - на челу с неким од најтраженијих мушкараца у Аустралији - успоставила "укоријењену инфилтрацију" готово сваког нивоа аустралијског друштва и према аустралској федералној полицији :
"Европски организовани криминал, првенствено албанска мафија је сада једна од највећих претњи за Аустралију, толико је укорењена, дисциплинована и утицајна у локалним заједницама да је ово учинила озбиљним изазовом за разбијање."
Претежно аустралијска група на челу с бившим Кинг Крос појединцом Васом Улићем, црногорским имигрантом који је 2005. напустио Аустралију, сада је толико умрежен да је постао једна од највећих транснационалних криминалних група у свијету која само у Аустралију увози шест тона годишње али много више у друге дестинације од Јужне Африке до Европе, Кине, Нигерије и Америке. Органи за спровођење закона из Велике Британије, САД и Италије су укључени у истрагу њихових активности.
Васо Улић је 55-годишњи Црногорац који је мигрирао у Аустралију 1979. године и за неколико година је радио као дилер који је продавао дрогу и посуђивао новац дуж злогласне Златне миље Кинг Кроса, али се сада сматра шефом тако велике организације, врло мали број пошиљки дроге улази у Аустралију без његовог знања или дозволе.
Потврђено је да канцеларија тужилаштва у Црној Гори, у којој живи Улич, има обиман досије о Улићу и другим личностима у земљи као дио међународне потјернице за разбијање картела.
Интерна полицијска процјена која је достављена Савезној влади тврди да се њихов криминал сада шири широм свијета директним везама аустралијско - албанског организованог криминала, према познатим мексичким и колумбијским клановима картелима и азијским тријадама, укључујући и групу 14К, јужноафричке криминалне групе, италијанске и холандске криминалне групе посредством претежно мотористичких банди из Мелбурна, Сиднеја, Квинсланда, Јужне Аустралије и Тасманије користећи националне мреже за дистрибуцију Албанца.

### Европа

#### Белгија
Године 1989. белгијски премијер Паул Ванден Бојенантс је киднапован у завјери коју је организовао Басри Бајрами. За Бајрамија су власти рекле да је припадник албанске мафије у то вријеме. Албанска мафија има дубоке коријене у Белгији, која је недавно била тема посебног програма на белгијском РТБФ каналу један. Новинари су покушали да истраже корене албанског организованог криминала, али су се жалили да је превише тешко продријети у структуру и организацију албанске мафије, ипак су се сложили да албанска мафија дјелује по узору на италијанску, чији је злочини дио "активности читаве породице" и које имају јасно дефинисану хијерархију. Албанска мафија у Бриселу има монопол над "трговине наркотицима и оружјем", према белгијским изворима.

#### Француска
За албанску мафију у Француској се каже да има монопол над многим криминалним активностима, укључујући трговину оружјем и дрогом. Албанска мафија има снажно упориште у Француској, што је кључна стратегија, јер друге примарне активности надгледају у сусједним земљама различите мафијашке породице и кланови. Француски медији су изјавили да “У многим градовима Француске постоји мрежа албанске мафије која је укључена у трговину наркотицима и проституцију. То је високо организована мрежа и веома је тешко наћи њихове корене и продријети у њу.“ 

#### Немачка
Породице албанске мафије активне су у неким од њемачких урбаних центара, посебно у Хамбургу. Они играју важну улогу у трговини дрогом и дијеловима града са пуно бордела. Иако је то познато њемачким сигурносним властима, као што је (Bundesnachrichtendienst), оне нису вољне подузети истрагу против албанских криминалних структура у Њемачкој. 
"Етнички Албанци" (како их званично зове њемачка полиција), мигрирали су из Албаније, Републике Македоније или Косова, због рата на Косову. Упркос њиховом релативно малом броју, брзо су преузели криминалне мреже хероина и проституције брже него што је то учинила било која друга етничка група. Године 1999. било је много лажних "албанских" банака које су пребациле велике количине новца из Њемачке како би финансирале терористичку групу ОВК на Косову. Ова мафијашка група користи толико насиља да њемачка полиција има проблема у проналажењу свједока који би свједочили против њих; сви потенцијални свједоци страхују за своју сигурност и за сигурност својих породица.
Извјештаји БНД-а наводе да су активности албанске мафије широко распрострањени по Њемачкој. Једна мафијашка породица у Хамбургу, на пример, према БНД извештајима, има преко 300 милиона евра у некретнинама. Поред тога, клан има значајне везе са полицијом, судијама и тужиоцима у Хамбургу.
Према британском криминалцу Колину Бланеју у својој аутобиографији 'Непожељни' пише, албански криминалци у Њемачкој такође често долазе до сукоба са британским криминалцима који дјелују у тој држави. Албански трговци људима били су укључени у сукобе са енглеском организованом криминалном групом познатом под именом Скроз будна фирма, укључујући инцидент у којем је члан енглеске групе прободен кроз руку.

#### Италија
Географска близина, приступачност ЕУ преко Италије и везе са криминалом Калабрије и Апулије допринели су ширењу албанског криминала на италијанско подземље.
Даљи фактори релативни у односу на економију учинили су албански криминал још конкурентнијим. У ствари, неке организације које су стигле у Италију почетком деведесетих година 20. века, инфилтрирале су се у Ломбардијску мрежу наркотика која је водила ’ндрангета. Лидери албанске мафије постигли су стабилне споразуме са италијанским криминалним организацијама, као и са мафијом, тако да су стекли легитимитет у многим илегалним круговима, диверсификујући своје активности како би избегли разлоге сукоба са сличним структурама домаћина. Дакле, албанска трговина дрогом појавила се у Апулији, Сицилији, Калабрији и Кампанији.

##### Трговачка рута
Албанска мафија наводно користи специфичне трговачке руте за транспорт наркотика и илегалних имиграната у Италију. Њихова јужна рута је преко Црне Горе и Албаније. У Италију се онда долази бродом. 

##### Сицилиан Мафиа - Коза Ностра
Од почетка деведесетих година, Италија је имала јако оштар приступ према сицилијанској мафији. Према ријечима замјеника директора Центра за стратешке и међународне студије (ЦСИС), мафија је крајем деведесетих настојала преживјети ову борбу формирањем "симбиозног" односа с албанским криминалним породицама познатим као фарес, које су пружиле подршку Сицилијанцима у различитим активностима сицилијанске мафије широм Италије. Данас се верује да су и сицилијанске мафијашке групе и Ндрангета Албанцима додјелили проституцију, коцкање и трговину дрогом на територијама дуж јадранске обале. Један извештај ЦСИС-а чак је тврдио да се ово партнерство показало тако успешним да је сицилијанска мафија успоставила „сједиште“ у Влори, приморском граду на југу Албаније, крајем 1990-их.
Албански тајни имигранти почели су долазити у талијанске луке 1991. године. До 1997. године имиграција је била под контролу албанских и италијанских криминалних група, што је ојачало односе међу њима.

##### Сакра Корона Унита
Чини се да је албанска мафија успоставила добре радне односе са италијанском мафијом, Дана 27. јула 1999. полиција у Драчу (Албанија), са италијанском помоћи, ухапсила је једног од кумова "Сакра Корона Унита", италијанске мафије из Пуље. Ова албанска веза изгледа потврђује да су Сакра Корона Унита и албанска мафија "партнери" у Пуљи/ Италији и делегирају неколико криминалних активности. Тако, у многим деловима Италије, тржиште канабиса, проституције и кријумчарења углавном воде Албанци. Везе са мафијом Калабрије, Ндрангета, постоје у северној Италији. Чини се да неколико кључних фигура албанске мафије често борави у калабријским градовима Африко, Плати и Бовалино (Италија), феудама Ндрангете. Групе на југу Албаније такође имају добре односе са Сицилијом, Коза Ностром.

##### Камора
Италијански писац Роберто Савиано, стручњак за наполитанску камору и италијанску мафију уопште, говорио је о албанској мафији као "не више страној мафији" за Италију и нагласио да Албанци и Италијани имају "братску" везу међусобно. Савиано напомиње да Камора из Напуља не може да разуме руске кланове мафије, који нису засновани на породичним везама, и осећа већу повезаност са албанским криминалним породицама.

##### Ндрангета
У телевизијској станици Топ Канал на ТВ-у Албаније, Савиано је рекао да су албанске и италијанске фракције "једне те исте" и да се међусобно не сматрају странцима.
Према њемачкој Федералној обавјештајној служби, Bundesnachrichtendienst (БНД), у извјештају који је процурио у берлинске новине, наводи да 'Ндрангета ' дјелује у блиској сарадњи са албанским мафијашким породицама у премјештању оружја и наркотика преко европских граница.

#### Скандинавија
"Етничка албанска мафија је врло јака и изузетно насилна", рекао је Ким Кливер, главни истражитељ за организовани криминал при Данској националној полицији. Органи за спровођење закона процењују да различите породице албанске мафије могу прокријумчарити чак 200 килограма хероина годишње у Скандинавију у било ком тренутку.

#### Шпанија
Према наводима шпанских власти, албанска мафија се састоји од моћних организованих фракција. У извјештају шпанских власти, фракције су се инфилтрирале у банке и индустријска имања. Они су веома активни у Мадриду и Коста дел Солу.

#### Швајцарска
Замјеници јавног тужиоца у Женеви тврде да је албанска мафија једна од најмоћнијих међу осам идентификованих мафија у свијету. Друге мафијашке организације широм света су руска мафија, кинеска (тријада), јапанска (јакуза), италијанска мафија, колумбијска (нарко-картелска) организација и мексичке (нарко картел) организације. Албанска мафија контролише целу мрежу трговине хероином у Женеви, Швајцарска. Замјеник јавног тужиоца у Женеви је такође додао да албанска мафија "пере дио прихода у економији Женеве, ресторанима, баровима, некретнинама и кабареима".

#### Велика Британија
Верује се да се албанске банде углавном баве трговином људима, кријумчарења имиграната, а сарађују и са турским бандама у Саутенд-на-мору, које контролишу трговину хероином у Уједињеном Краљевству.
Полицијски официри процењују да "Албанци сада контролишу више од 75% бордела у земљи, а њихово пословање у лондонском "Соху" вреди више од 15 милиона фунти годишње." За њих се каже да су присутни у сваком великом граду у Британији, као и у многим мањим градовима, укључујући Телфорд и Ланкастер, након што су се борили против ривалских криминалаца у ратовима за територију. Придружене групе унутар организација ће такође сакрити своје криминалне активности у ресторанима, баровима и клубовима у покушају да остану на тајном задатку.
Албански гангстери такође су били укључени у највећу пљачку новца у историји британског криминала, 53 милиона фунти Секјуритаса у 2006.
Према Шкотској агенцији за борбу против криминала и дроге (СЦДЕА), албанске мафијашке групе су се пробиле у трговини дрогом и другим пороцима унутар шкотског подземља. СЦДЕА напомиње да су албанске мафијашке групе успоставиле упориште у трговини оружјем и дрогом у Шкотској.
Албанска мафија у Великој Британији је јако укључена у проституцију и заједно са турском мафијом контролише више од 70% тржишта проституције у Лондону. 
У последњих неколико година албанска мафија је била више укључена у трговину дрогом (Хелбаинз)  него у проституцију и продали су више од 500.000 килограма дроге само у Лондону. 

### Северна Америка

#### Канада
Албанска мафија је чврсто успостављена у канадским градовима, као што су Торонто, Монтреал и Ванкувер. Албанци су укључени у разне активности у вези са бијелим оковратницима, као што су преваре везане за некретнине и здравствену заштиту. Осим тога, они су укључени у прекограничну активност између Сједињених Држава и Канаде, што укључује кријумчарење дроге и прање новца.
У извештају канадске безбедносне обавештајне службе забележено је да иако је организовани криминал у Канади прешао на више-етничке и лабаво засноване структуре, термин "мафија" се користи само да би се идентификовале "велике три" које имају хијерархијске структуре које су етнички, расно и културно хомогене: италијанска, албанска и руска мафија.

#### Сједињене Америчке Државе
Сматра се да албанска мафија у Сједињеним Државама увелико повећава своју доминантну моћ и да је једна од најнасилнијих злочиначких организација које дјелују, посебно са својим јаким везама у Европској унији.
У Сједињеним Америчким Државама, албанске банде су почеле да се активирају средином 80-их, углавном учествујући у злочинима ниског нивоа, као што су провале и пљачке. Касније, они ће постати повезана са криминалном породицом Коза Ностром прије него што постану довољно јаки да раде своје организују операције под водством породице Илиази.
Током истрага које су спровели експерти Федералног истражног бироа у Њујорку и околним подручјима против албанске мафије, примијећено је да је албанска мафија превише распрострањена и превише тајновита да би се успјешно инфилтрилали у њене редове. Штавише, иако је Федерални истражни биро извео бројне операције да би довео до уништавање организованог криминала као што су италијанске и руске фракције, албанска мафија и даље је распрострањена у Њујорку у релативно великом броју.
У Њујорку је тужилаштво 2011. године успјешно осудило албанско-америчку мафију са сједиштем у Њујорку. Координирала га је Међународном јединицом за наркотике (ДЕА, Њујоршка градска полиција, ИЦЕ/ХСИ, државна полиција у Њујорку, ИРС и амерички маршали). Америчко-албанска мафија описана је као да има "стотине придружених чланова, радника и клијената на три континента" и трговину дрогом из Детроита, Канаде, Мексика, Холандије, Колумбије, Перуа и Венецуеле. Они су такође били у блиској сарадњи са другим мафијашким породицама са седиштем у Европској унији. 
Према Јерију Капеци, националном стручњаку за америчку мафију, албански гангстери су посљедњи етнички криминалци које власти представљају као конкуренцију за старе и умируће мафије. Попут ирских, кубанских, руских, кинеских и грчких хулигана пред њима, Албанци нису озбиљна конкуренција за оно што Федерални истражни биро назива традиционалним организованим криминалом, италијанском мафијом. Нема их ни близу довољно. " 
ФБИ каже да “они још увијек не показују установљену криминалну софистицираност традиционалних еуроазијских или Ла Коза Ностра (ЛКН) организација. Не постоји ниједна балканска мафија, структурирана хијерархијски као традиционална ЛКН. Уместо тога, балканске организоване криминалне групе у овој земљи превеле су своју структуру сличну клану у Сједињеним Државама. Они нису јасно дефинисани или организовани и уместо тога су груписани око централног лидера или више њих. " 
Почетком 2012. Бијела кућа санкционисала је осумњиченог албанског мафијашког шефа Насера Келмендија за кријумчарење наркотика. Амерички предсједник Барак Обама обавијестио је Конгрес да је санкционисао Келмендија у складу са Мафијашким шефовским актом, који проводи амерички одјел за контролу страних средстава (ОФАЦ). Калменди је осумњичен да је предводио једну од најјачих албанских криминалних породица на Балкану, саопштило је Одељење за трезор. Он је дуго био осумњичен да води велику организацију која транспортује хероин, кокаин и анхидрид сирћетне киселине, сировину која се користи у производњи хероина, у Европу преко Балкана.

##### Организација Рудај (Њујорк)
Једна од најпознатијих албанских криминалних организација била је Организација Рудај. У октобру 2004. године, Федерални истражни биро (ФБИ) ухапсила је 22 људи који су радили за ову организацију. Међу њима је био и Алекс Рудај, вођа организације, чије је хапшење ефективно окончало рад Рудаја. Хапшења су извршена недуго након што су мушкарци ушли у подручје криминалне породице Лукесе у Асторији, Квинс, Њујорк, и наводно претукли два члана породице Лукесе. 
Име Рудај је преузето од шефа организације. Према Њујорк Тајмсу објављеном у јануару 2006. године, "Почевши од деведесетих, корпорација, на челу са човеком по имену Алекс Рудај, успоставила је везе са установљеним личностима организованог криминала, укључујући чланове криминалне породице Гамбино, кажу власти. Тада, кроз преговоре или у оружаним обрачунима, Албанци су се препуштени сами себи, усуђујући се да се боре против породица Лукесе и Гамбино за територију у Квинсу, Бронксу и округу Вестчестер, кажу тужиоци." 
Године 2001, албански мафијаши су упали у хангар од породице Гамбино у Асторији, Квинсу, и тиме су послали поруку Гамбино породици. Клуб, назван Сокер Фивер, је тада постао њихов. Седам мушкараца који су провалили у слабо осветљени подрумски клуб развалили су клуб, пуцали из пиштоља и тукли управника клуба, кажу тужиоци. Био је то храбар потез, прије августа 2001. незамислив.
Вођа породице Гамбино Арнолд Скјутиери сматрао је да су претјерали и желио је да разговара са овим мафијашима. Састанак се догодило на одмаралишту бензинске станице у близини ауто-пута Њу Џерзи. Скјутиери није дошао сам; двадесет наоружаних мафијаша Гамбина пратило је свог шефа. Алекс Рудај је, с друге стране, успео да доведе само шест чланова његове групе. Према агенту ФБИ-а који је радио као тајни агент Јоакин Гарсија, и који се инфилтрирао у криминалну породицу Гамбино, Скјутиери је рекао Рудају да не смију више да шире своје операције. Албанци и Гамбинос су онда извукли своје оружје. Знајући да су бројно надјачани, Албанци су запријетили да ће разнети бензинску станицу са свима у њој. Ово је окончало дискусију и обе групе су се повукле.
До 2006. године сви главни играчи који су били укључени у овај "састанак" били су у затвору. Рудај и његова Шеста породица су покупљени са улице у октобру 2004. године и оптужени за разне врсте рекетирања и коцкања. Након суђења, Рудај и његови главни замјеници проглашени су кривима. Рудај, који је у то време имао 38 година, осуђен је на 27 година затвора. Његов ривал Арнолд Скјутиери осуђен је у случају неповезаног рекетирања и послан је у затвор на седам година.
"Оно што имамо овде може се сматрати шестом криминалном породицом", након пет мафијашких организација - Бонано, Коломбо, Гамбино, Геновесе и Лукесе - рекао је Фред Снелинг, шеф криминалистичког одељења ФБИ-а у Њујорку.

##### Потенцијал
Говорећи анонимно за Филаделфијске Сити Пејпер, члан " Киелбаса Посе", етничке групе пољских криминалаца, прогласиле су 2002. године да су Пољаци вољни да послују са "скоро свима". Доминиканцима. Црнцима. Италијанима. Азијским уличним бандама. Русима. Али се они неће приближавати албанској мафији. Албанци су превише насилни и превише непредвидиви. " 
Пољска мафија је рекла својим сарадницима да су Албанци као рана сицилијанска мафија - кланска, тајанствена, преосетљива на било коју врсту увреде, и сувише брза да употреби насиље због освете.

### Латинска Америка

#### Хондурас
Поуздане информације из Хондураса указују на значајну активност албанске мафије. Према извештајима Викиликса, албанске мафијашке групе повезане су са разним јужноамеричким политичарима и покренуле су акцију да премјесте своја скривена средстава у различите банке. У извештају Викиликса даље се наводи да албанске мафијашке групе у великој мери пљачкају у Централној Америци, где сви путеви воде до колумбијског кокаина. Албанске мафијашке групе перу новац преко банака у Хондурасу и улажу велику количину у грађевинске пројекте како би додатно повећале утицај у Јужној Америци.

## Истакнути албански мафијаши
- Зеф Мустафа је био сарадник породице Гамбино из Њујорка. Он се изјаснио кривим за прање новца.[48]
- Хведет Лика је био амерички-албански криминални шеф који је био озлоглашен у криминалном подземљу Њујорка. У књизи "Плаћени убица" Хофмана и Хедлија, примијећено је да иако његово име није познато у широј америчком јавности попут "Ал Капона" или "Џона Готија", Хеведет "Џо" Лика је био познат у међународном подземљу. У књизи се такође напомиње да; "Није волио Италијане и оставили су га на миру зато што је био тако насилан. Попут јапанских камиказа, његови сљедбеници би кренули на Џона Готија, Паула Кастелана, па чак и на предсједника Реагана, ако је Лика то тражио од њих. Нема начина да се зауставе такви људе, и мафијаши су то знали."[49]
- Јозеф Ардизоне је био етнички Албанац са Сицилије, оснивач и први шеф криминалне породице у Лос Анђелесу.[тражи се извор]
- Принц Добросхи је један од највећих хероинских шефова у Европи.[тражи се извор]
- Алфред Скурти (такође познат као Алдо Баре) је шеф једног од најзлогласнијих криминалних синдиката у Албанији познатог као "Банда Лушјес". Према албанским властима, Банда Лушјес је једна од најзлогласнијих група за организовани криминал са седиштем у Лушњи, Албанија која има међународне операције. Према албанским властима, Банда Лушјес, под Алдом Бареом "Води један од најважнијих међународних ланаца трговине дрогом" [50] According to Albanian authorities, Banda e Lushnjës, under Aldo Bare "Leads one of the most important international drug trafficking rings"'[50]
- Исмаил Лика је, према Федералном истражном бироу, био албански мафијаш који је био активан у Њујорку осамдесетих година. Назван "краљ Њујоршког подземља друге", Исмаил Лика је 1985. године тражио од својих људи да убију тужиоца Рудија Ђулијанија. Ухваћен са најмање 125 милиона долара у хероину, Лика је затим нудио награду у износу од 400.000 долара за тужиоца Алана Кохена и детектива Џека Делемора, оба су стављени под заштитну полиције.[тражи се извор]
- Лул Бериша је вођа злогласног клана са седиштем у Драчу, у Албанији. Познат као "Банда Лул Берише", клан, са својом сложеном структуром, бави се прометом дроге и оружја као и другим криминалним активностима широм Европе. Према њемачким и албанским властима, међународне операције клана које укључују трговину дрогом и оружјем протежу до Турске, Бугарске, Италије и Њемачке.[51]
- Арманд Крашики је бивши припадник албанске мафије са сједиштем у Загребу, Хрватска. Према хрватским новинама Јутарњи лист, Красники је предводио моћан мафијашки клан са међународним операцијама.[23]
- Насер Хелили је име које су сковали шведске власти као "албанску везу" у Шведској. Операције Хелили клана укључују трговину дрогом и оружјем у и око Шведске.[23]
- Браћа Османи су, према немачкој Савезној обавештајној служби (Bundesnachrichtendienst), "најважније личности организованог криминала у Хамбургу и другим градовима у Немачкој".[52]
- Мифит Дика је бивши шеф "Балканског криминалног предузећа"; међународне криминалне организације која се протезала од Канаде, Сједињених Држава, до Европе.[53]
- Каплан Мурат је најзлогласнији мафијаш у Белгији. Он је био један од главних покретача отмице бившег белгијског премијера Паула Вандена Бојенанса 1989. године. Три дана касније, криминалци су објавили поруку у водећем бриселском листу Ле Соир, тражећи 30 милиона белгијских франака у откупу. Бојенанса је пуштен физички неповређен месец дана касније, 13. фебруара, када је починиоцима плаћена непозната откупнина.[54]
- Гјавит Тачи је лидер "Тачијеве организације" која је у Њујорку организована криминални синдикат. Тачијева организација контролише ћелије за дистрибуцију дроге у свих пет четврти Њујорка и Албани. Према Федралном истражном бироу, Тачи организација има међународне операције у Канади, Сједињеним Државама и Европи.[55]
- Џон Алите, такође познат као "Џони Алето" (рођен 30. септембра 1962), је албански мафијаш базиран у Њујорку. Бивши припадник криминалне породице Гамбино био је пријатељ и вођа групе Џона А. Готија 1980-их и 1990-их. Након изручења из Бразила 2006. године, осуђен је у Тампи, Флорида, по неколико тачака оптужнице за убиство, рекетирање и друге оптужбе које су се односиле на наводно руковођење јединицом организације Гамбино на Флориди и осуђен је 2011. на 10 година затвора (од чега већ је одслужио шест). Он је био свједок оптужбе против бивших сарадника, укључујући Готија и Чарлсу Карнеглији, на суду за рекетирање. Док је био део организације Гамбино, пошто је био Албанац, а не Италијан, Алите није могао постати члан организације.
- Насер Келменди је вођа Балканског криминалног царства, којег су сковали босански органи власти. Према извјештају који је представио Интерпол, криминалистичка породица Келменди предводи једну од најмоћнијих организованих криминалних организација не само у БиХ, већ и у цијелом региону. Организација Келменди је укључена у кријумчарење наркотика и цигарета, прање новца и зеленашење. Према извјештају Интерпола, утицај организације сеже до Црне Горе, Косова, Македоније, Хрватске, Србије, Њемачке и Сједињених Држава.[56] Осим тога, према Централној обавјештајно агенцији, Калменди води једну од најјачих албанских криминалних породица на Балкану. Вјерује се да се Келмендијева организација бави кокаином и хероином, као и анхидридом оцтене киселине, основни састојак у производњи хероина.[57] Насер Келменди ухапшен је 5. маја 2013.[58]
- Елвис Келменди је објавио наслове као насилног шефа дроге и ухапшен је у мају 2013.[59]
- Ибрахим Хабибовић је вођа злогласног клана са седиштем у Напуљу, Италија. Познат као "Банда Бело", клан, својом сложеном структуром, бави се прометом дроге и оружја и другим криминалним активностима широм Европе. Према наводима италијанских и српских власти, њихова међународна трговина дрогом и оружјем протеже се преко Турске и Блиског истока.
- Луан Плакици, "потпредсједник" албанске мафије у Великој Британији који је у затвору 10 година [60] (касније повећано на 23 године) [61] за трговину женама након што им је обећавао добре послове.
- Еркман Рок, "шеф" Њујорка и албанске мафије у Њу Џерсију, приказан је на америчкој серији "Најтраженији у Америци" и ухапшен је у мају 2012.[62]
- Баки Садики је шеф албанске мафије у Словачкој.[63]
- Плаурент Дервишај је истакнути члан албанске мафије који тражи Федерални истражни биро у Сједињеним Државама. Он је тренутно на списку ФБИ "Најтраженијих" за које се добија финансијска награда онима који помогну у њиховом хашењу.[64][65]
- Дукагљин Николај је припадник албанске мафије који је на списку најтраженијих ФБИ-а за разне злочине.[66]